# Lindano
Il lindano è un insetticida clororganico commercializzato dal 1938. Noto anche come γ-esaclorocicloesano, erroneamente chiamato anche "benzene esaclorato". Fu utilizzato in agricoltura e nella produzione farmaceutica per il trattamento della scabbia e l'eliminazione dei pidocchi.
Insieme al lindano era presente in commercio anche un altro insetticida, noto come gammesano, che consisteva in una miscela di 16 stereoisomeri, di cui il lindano, il principio attivo più efficace, rappresentava il 12%. Rispetto al gammesano, il lindano ha una tossicità più alta nei confronti dei Vertebrati, ma ha una minore persistenza e una più bassa fitotossicità.

## Aspetti tossicologici
La LD50 nei topi è di 88–125 mg/kg per via orale e di 900–1000 mg/kg per via dermale.
Il lindano è una neurotossina che interferisce con le funzioni di neurotrasmissione del GABA; interagisce con il canale cloruro del recettore GABAA formando un complesso col sito di fissaggio della picrotossina. Nell'uomo, il lindano attacca principalmente il sistema nervoso, il fegato e i reni e, con probabilità, è anche un agente cancerogeno e perturbatore endocrino.
L'Organizzazione mondiale della sanità classifica il lindano come «mediamente pericoloso» e il suo commercio internazionale è limitato e regolamentato in virtù della Convenzione di Rotterdam sul consenso informativo preventivo. Il suo impiego è attualmente vietato in più di 50 paesi (tra cui l'Italia) e si propone la sua inclusione nella convenzione di Stoccolma sugli inquinanti organici persistenti, al fine di bandire la produzione e l'utilizzazione nel mondo intero.

## Utilizzi
Essendo dotato di una larga gamma di attività insetticida, il lindano ha trovato numerose applicazioni in agricoltura come insetticida, nella protezione da pidocchi, in medicina veterinaria e nella salute pubblica:
- geodisinfestazione del suolo;
- concia delle sementi;
- trattamenti liquidi sulla vegetazione;
- protezione da pidocchi;
- trattamenti antiparassitari sugli animali domestici;
- usi domestici (contro mosche, cimici, zecche, trattamento della scabbia, dei pidocchi e altri parassiti).

## Impieghi in ambito agrario

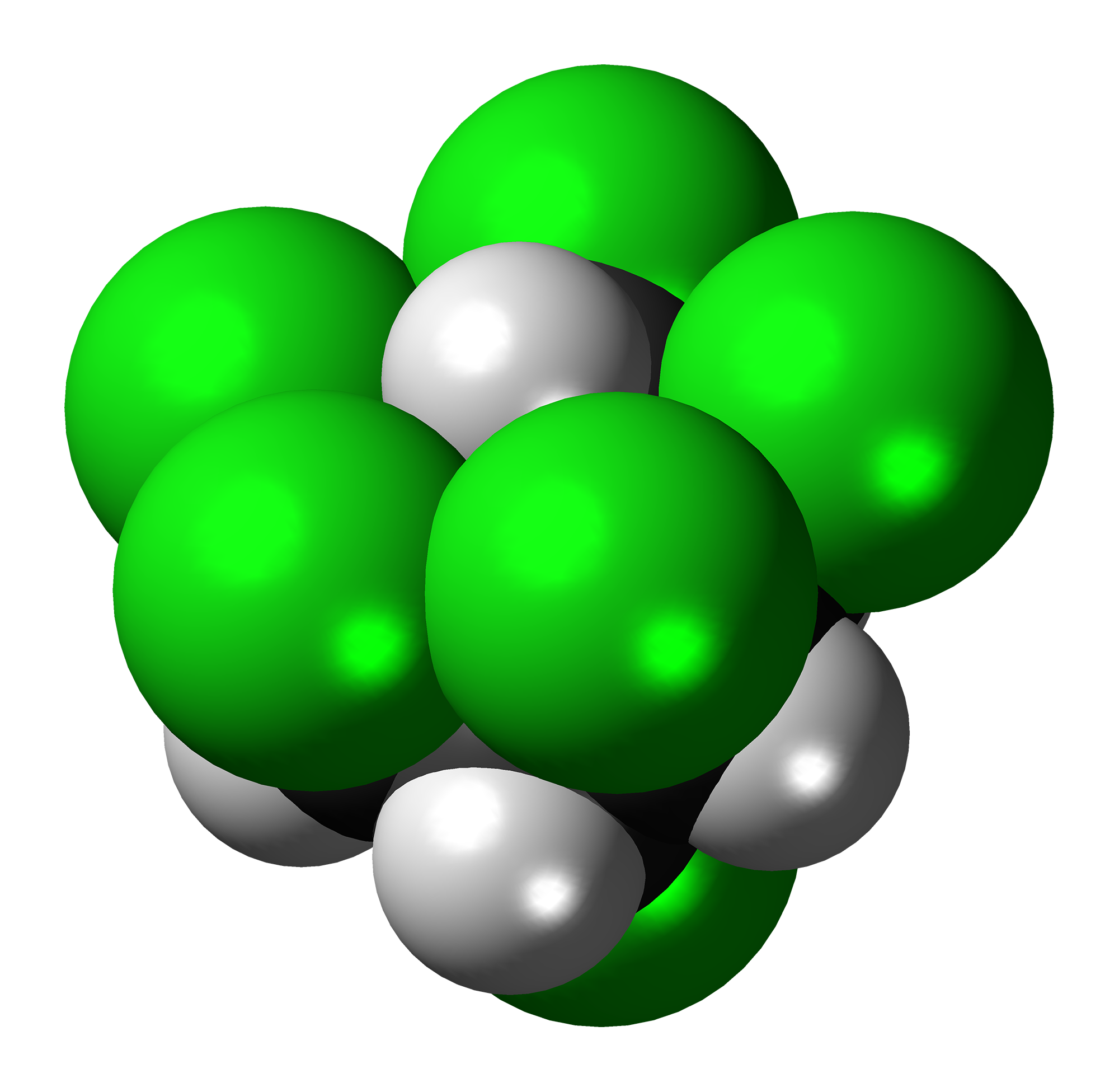
Modello molecolare del lindano

L'uso del lindano in campo agricolo era fondamentalmente di tipo preventivo, mirato alla lotta degli insetti terricoli. Si impiegava perciò ampiamente nel trattamento delle sementi e nella geodisinfestazione con formulati polverulenti o granulari. In alternativa, il lindano si usava nella preparazione di esche e nei trattamenti liquidi, come polvere bagnabile, ma dal 1975, in Italia, era permesso l'uso solo per la disinfestazione dei cereali immagazzinati, per la concia delle sementi e per la geodisinfestazione della barbabietola da zucchero.

## Storia
L'uso del lindano come insetticida iniziò negli anni quaranta per il trattamento delle colture, dei prodotti agroforestali, delle sementi, del suolo, degli animali domestici. È stato anche usato per trattamenti sanitari contro pidocchi e scabbia, sotto forma di sciampo o lozione. Si stima che tra il 1950 e 2000, sono state prodotte globalmente intorno a 600 000 tonnellate di lindano, in gran parte usate in agricoltura. Fu prodotto in Cina, Stati Uniti, Brasile e vari paesi europei, tra cui l'Italia con un grande impianto produttivo presso Colleferro, incluso nel Sito di bonifica di Interesse Nazionale "Valle del Sacco". Nel 2007 è ancora in produzione solo in India e probabilmente Russia.
Al novembre 2006, l'uso del lindano è stato proibito in 52 paesi e sottoposto a norme restrittive in altri 33. Nel 2009, un'ulteriore restrizione internazionale nell'uso del lindano in agricoltura è stata incrementata nella Convenzione di Stoccolma sugli inquinanti organici persistenti del maggio 2001. La convenzione, firmata dalla maggior parte degli stati mondiali, manca ancora della ratificazione da parte di Italia, Irlanda, Stati Uniti, Russia e paesi minori dell'Africa e dell'Asia. Una specifica eccezione permette ancora l'uso del lindano per più di 5 anni in trattamenti di seconda opzione per pidocchi del capo e scabbia. È stata anche proibita la produzione degli isomeri α- e β-esaclorocicloesano, normalmente sottoprodotti del lindano.